# Aechmea aripensis
Espèce
Classification phylogénétique
Synonymes
- Gravisia aripensis N.E.Br.

Aechmea aripensis est une espèce de plantes à fleurs de la famille des Bromeliaceae, originaire du Venezuela.

## Synonymes
- Gravisia aripensis N.E.Br.[2],[3].